# تیم ملی فوتبال اسواتینی
تیم ملی فوتبال اسواتینی نماینده کشور اسواتینی در مسابقات بین‌المللی و آفریقایی است که زیر نظر فدراسیون فوتبال اسواتینی فعالیت می‌کند.
اولین بازی رسمی این تیم در تاریخ ۱ مه ۱۹۶۸ میلادی در برابر تیم ملی فوتبال مالاوی برگزار شده‌است.